# Catherine Michel (harpiste)
Pour les articles homonymes, voir Michel.
Catherine Michel est une harpiste française, née à Amiens le 25 juin 1948.

## Biographie
Après des études de piano et de harpe, elle entre au Conservatoire national supérieur de musique et de danse de Paris dans la classe de Pierre Jamet. Elle obtient un premier prix de harpe à l'âge de 15 ans, suivi de plusieurs prix internationaux.
En 1970, elle entre à l'Orchestre national de France puis en 1978 à l'Opéra de Paris comme harpiste-solo. Elle mène parallèlement une carrière internationale et enseigne à la Hochschule für Musik de Zurich et au Royal College de Londres.
Sa discographie a été récompensée entre autres par le grand prix de l'Académie Charles-Cros, le grand prix de la Sacem et une Victoire de la musique.
Jusqu'en 2013, elle est la compagne de Michel Legrand, divorcé d'Isabelle Rondon.